# 1046
Évszázadok: 10. század – 11. század – 12. század
Évtizedek: 990-es évek – 1000-es évek – 1010-es évek – 1020-as évek – 1030-as évek – 1040-es évek – 1050-es évek – 1060-as évek – 1070-es évek – 1080-as évek – 1090-es évek
Évek: 1041 – 1042 – 1043 – 1044 –  1045 – 1046 – 1047 – 1048 – 1049 – 1050 – 1051

## Események

### Határozott dátumú események
- szeptember 24. – A Fehérvárott tartózkodó királyi tanács követséget küld András és Levente hercegekhez, melynek vezetőjét, Gellért püspököt a lázadók a Kelenhegynél meggyilkolják.[1]
- december 20. – A sutri zsinat megfosztja hivatalától VI. Gergely pápát, mert hivatalát pénzért vásárolta.[2]
- december 25. – 
  - A III. Henrik német-római császár által jelölt Bambergi Suitgert, Bamberg püspökét pápává választják. II. Kelemen néven lép hivatalba.[2]
  - II. Kelemen pápa III. Henrik német királyt Rómában német-római császárrá koronázza.[2] (Henrik haláláig, 1056-ig uralkodik.)[3]

### Határozatlan dátumú események
- szeptember eleje – A főurak Orseolo Péter uralmával elégedetlen része Kijevből hazahívja András és Levente hercegeket, akikhez csatlakoznak a Vata békési földbirtokos vezette pogánylázadás erői.[1]
- szeptember vége –
  - A lázadók elfogják Orseolo Pétert és megvakítva viszik Székesfehérvárra András herceg elé, ahol nemsokára meghal.[1] A pécsi székesegyházban temetik el.[4]
  - I. András magyar király uralkodásának kezdete. (András haláláig, 1060-ig uralkodik.)[5]
- az év folyamán – Beneta tölti be a veszprémi püspöki széket.

## Halálozások
- Péter magyar király (* 1011)
- Levente magyar herceg (* 1010 körül)
- Gellért csanádi püspök, (Szent) Imre herceg nevelője (* 980)
- Bőd egri püspök
- Beszteréd nyitrai püspök